# Trathala martini
Trathala martini là một loài tò vò trong họ Ichneumonidae.